# Campeonato Mundial de Atletismo Sub-20 de 2018 - 200 m masculino
A prova dos 200 metros masculino do Campeonato Mundial de Atletismo Sub-20 de 2018 ocorreu entre os dias 12 e 13 de julho, no Estádio de Tampere  em Tampere, na Finlândia. 

## Recordes
Antes desta competição, os recordes mundiais e do campeonato nesta prova eram os seguintes:
|     | Nome               | Nacionalidade  | Tempo | Local      | Data                |
| --- | ------------------ | -------------- | ----- | ---------- | ------------------- |
| WJR | Usain Bolt         | Jamaica        | 19.93 | Devonshire | 11 de abril de 2004 |
| CR  | Michael Norman Jr. | Estados Unidos | 20.17 | Bydgoszcz  | 22 de julho de 2016 |
| WJL | Christopher Taylor | Jamaica        | 20.35 | Kingston   | 24 de março de 2018 |

## Medalhistas
| Ouro               | Prata                | Bronze              |
| Jona Efoloko (GBR) | Charles Dobson (GBR) | Eric Harrison (USA) |

## Cronograma
Todos os horários são locais (UTC+2).
| Data        | Hora  | Evento    |
| ----------- | ----- | --------- |
| 12 de julho | 11:30 | Bateria   |
| 12 de julho | 18:25 | Semifinal |
| 13 de julho | 21:20 | Final     |

## Resultados

### Bateria
Qualificação: Os 4 primeiros de cada bateria (Q) e os 4 tempos mais rápidos (q). 
| Posição | Bateria | Atleta                         | Nacionalidade            | Tempo | Notas           |
| ------- | ------- | ------------------------------ | ------------------------ | ----- | --------------- |
| 1       | 4       | Charles Dobson                 | Grã-Bretanha             | 20.65 | Q,              |
| 2       | 3       | Jona Efoloko                   | Grã-Bretanha             | 20.65 | Q,              |
| 3       | 1       | Khance Meyers                  | Estados Unidos           | 20.70 | Q               |
| 4       | 2       | Eric Harrison                  | Estados Unidos           | 20.73 | Q               |
| 5       | 3       | Milo Skupin-Alfa               | Alemanha                 | 20.80 | Q,              |
| 6       | 5       | Pol Retamal                    | Espanha                  | 20.81 | Q, NJR          |
| 7       | 5       | Henrik Larsson                 | Suécia                   | 20.88 | Q               |
| 8       | 1       | Koki Ueyama                    | Japão                    | 21.04 | Q               |
| 9       | 5       | Onyema Adigida                 | Países Baixos            | 21.04 | Q, NJR          |
| 10      | 3       | Zane Branco                    | Austrália                | 21.04 | Q               |
| 11      | 5       | Aaron Sexton                   | Irlanda                  | 21.06 | Q,              |
| 12      | 2       | Lorenzo Patta                  | Itália                   | 21.09 | Q,              |
| 13      | 2       | Keigo Yasuda                   | Japão                    | 21.20 | Q               |
| 14      | 3       | Daniel Vejražka                | Chéquia                  | 21.22 | Q               |
| 15      | 1       | Paul Tritenne                  | França                   | 21.23 | Q               |
| 16      | 1       | A.M. Salim Mohamed             | Catar                    | 21.25 | Q               |
| 17      | 4       | Kasper Kadestål                | Suécia                   | 21.25 | Q               |
| 18      | 2       | Dickson Clever Kapandura       | Zimbabwe                 | 21.28 | Q               |
| 19      | 1       | Timothy Frederick              | Trindade e Tobago        | 21.30 | q               |
| 20      | 3       | Xavier Nairne                  | Jamaica                  | 21.32 | q               |
| 21      | 5       | Ahmed Omar Jumah               | Arábia Saudita           | 21.33 | q               |
| 22      | 1       | Juan Gonzáles                  | Espanha                  | 21.34 | q               |
| 23      | 3       | Matthew Clarke                 | Barbados                 | 21.35 |                 |
| 24      | 4       | Bartosz Zieliński              | Polónia                  | 21.39 | Q               |
| 25      | 4       | William Reais                  | Suíça                    | 21.41 | Q               |
| 26      | 5       | Antonio Ivanov                 | Bulgária                 | 21.43 |                 |
| 27      | 2       | Štěpán Hampl                   | Chéquia                  | 21.53 |                 |
| 28      | 4       | Riku Illukka                   | Finlândia                | 21.57 |                 |
| 29      | 4       | Ruben Els                      | África do Sul            | 21.59 |                 |
| 30      | 1       | Ramadin Pataudi Alexander Jr.  | Antilhas Holandesas      | 21.61 |                 |
| 31      | 4       | Lorenzo Ianes                  | Itália                   | 21.88 |                 |
| 32      | 3       | Ako Hislop                     | Trindade e Tobago        | 21.91 |                 |
| 33      | 3       | Kristijan Subotić              | Montenegro               | 22.08 | NJR             |
| 34      | 5       | Jacob El Aida Chaffey          | Malta                    | 22.17 | Recorde pessoal |
| 35      | 1       | Tariq Polonius                 | Aruba                    | 22.96 |                 |
| 36      | 2       | Esmael Dos Ramos De O. Freitas | São Tomé e Príncipe      | 23.12 | Recorde pessoal |
|         | 2       | Rikkoi Brathwaite              | Ilhas Virgens Britânicas | DSQ   |                 |
|         | 2       | Joel Johnson                   | Bahamas                  | DNS   |                 |
|         | 4       | Minkyu Shin                    | Coreia do Sul            | DNS   |                 |
|         | 5       | Thando Dlodlo                  | África do Sul            | DNS   |                 |

### Semifinal
Qualificação: Os 2 primeiros de cada bateria (Q) e os 2 tempos mais rápidos (q). 
| Posição | Bateria | Atleta                   | Nacionalidade     | Tempo | Notas |
| ------- | ------- | ------------------------ | ----------------- | ----- | ----- |
| 1       | 1       | Charles Dobson           | Grã-Bretanha      | 20.53 | Q,    |
| 2       | 3       | Jona Efoloko             | Grã-Bretanha      | 20.74 | Q     |
| 3       | 2       | Khance Meyers            | Estados Unidos    | 20.79 | Q     |
| 4       | 1       | Zane Branco              | Austrália         | 20.81 | Q     |
| 5       | 1       | Henrik Larsson           | Suécia            | 20.85 | q,    |
| 6       | 3       | Eric Harrison            | Estados Unidos    | 20.86 | Q     |
| 7       | 2       | Pol Retamal              | Espanha           | 20.91 | Q     |
| 8       | 1       | Milo Skupin-Alfa         | Alemanha          | 20.96 | q     |
| 9       | 3       | Onyema Adigida           | Países Baixos     | 21.10 |       |
| 10      | 2       | Lorenzo Patta            | Itália            | 21.18 |       |
| 11      | 1       | A.M. Salim Mohamed       | Catar             | 21.20 |       |
| 12      | 3       | Koki Ueyama              | Japão             | 21.24 |       |
| 13      | 1       | Keigo Yasuda             | Japão             | 21.28 |       |
| 14      | 2       | Kasper Kadestål          | Suécia            | 21.30 |       |
| 15      | 2       | Aaron Sexton             | Irlanda           | 21.33 |       |
| 16      | 1       | Juan Gonzáles            | Espanha           | 21.36 |       |
| 17      | 1       | Dickson Clever Kapandura | Zimbabwe          | 21.37 |       |
| 18      | 2       | Bartosz Zieliński        | Polónia           | 21.37 |       |
| 19      | 3       | Daniel Vejražka          | Chéquia           | 21.45 |       |
| 20      | 2       | Timothy Frederick        | Trindade e Tobago | 21.48 |       |
| 21      | 3       | William Reais            | Suíça             | 21.51 |       |
| 22      | 3       | Ahmed Omar Jumah         | Arábia Saudita    | 21.58 |       |
| 23      | 2       | Xavier Nairne            | Jamaica           | 21.64 |       |
| 24      | 3       | Paul Tritenne            | França            | 21.72 |       |

### Final
A prova final foi realizada no dia 13 de julho às 21:20. 
| Posição           | Raia | Atleta           | Nacionalidade  | Tempo | Notas           |
| ----------------- | ---- | ---------------- | -------------- | ----- | --------------- |
| Medalha de ouro   | 6    | Jona Efoloko     | Grã-Bretanha   | 20.48 | Recorde pessoal |
| Medalha de prata  | 4    | Charles Dobson   | Grã-Bretanha   | 20.57 |                 |
| Medalha de bronze | 7    | Eric Harrison    | Estados Unidos | 20.79 |                 |
| 4                 | 8    | Pol Retamal      | Espanha        | 20.85 |                 |
| 5                 | 5    | Zane Branco      | Austrália      | 20.86 |                 |
| 6                 | 3    | Khance Meyers    | Estados Unidos | 20.87 |                 |
| 7                 | 1    | Milo Skupin-Alfa | Alemanha       | 21.07 |                 |
|                   | 2    | Henrik Larsson   | Suécia         | DNS   |                 |

Legenda
| Recorde mundial       | Recorde mundial (World record)               |                       | Recorde africano                      | Recorde africano (African) |                                           | Q | Classificado por posição (Qualified) |
| Recorde do campeonato | Recorde do campeonato (Championship record)  | Recorde da América    | Recorde da América (Americas)         | q                          | Classificado por melhor tempo (Qualified) |   |                                      |
| Melhor marca do ano   | Melhor marca do ano (World leading)          | Recorde asiático      | Recorde asiático (Asian)              | DNS                        | Não largou (Did not start)                |   |                                      |
| Recorde nacional      | Recorde nacional (National record)           | Recorde europeu       | Recorde europeu (European)            | DNF                        | Não terminou (Did not finish)             |   |                                      |
| Recorde pessoal       | Recorde pessoal do atleta (Personal best)    | Recorde da Oceania    | Recorde da Oceania (Oceania)          | DSQ / DQ                   | Desclassificado (Disqualified)            |   |                                      |
| Recorde da temporada  | Recorde da temporada do atleta (Season best) | Recorde sul-americano | Recorde sul-americano (South America) | NM                         | Sem marca (No mark)                       |   |                                      |